# Der Denker-Club

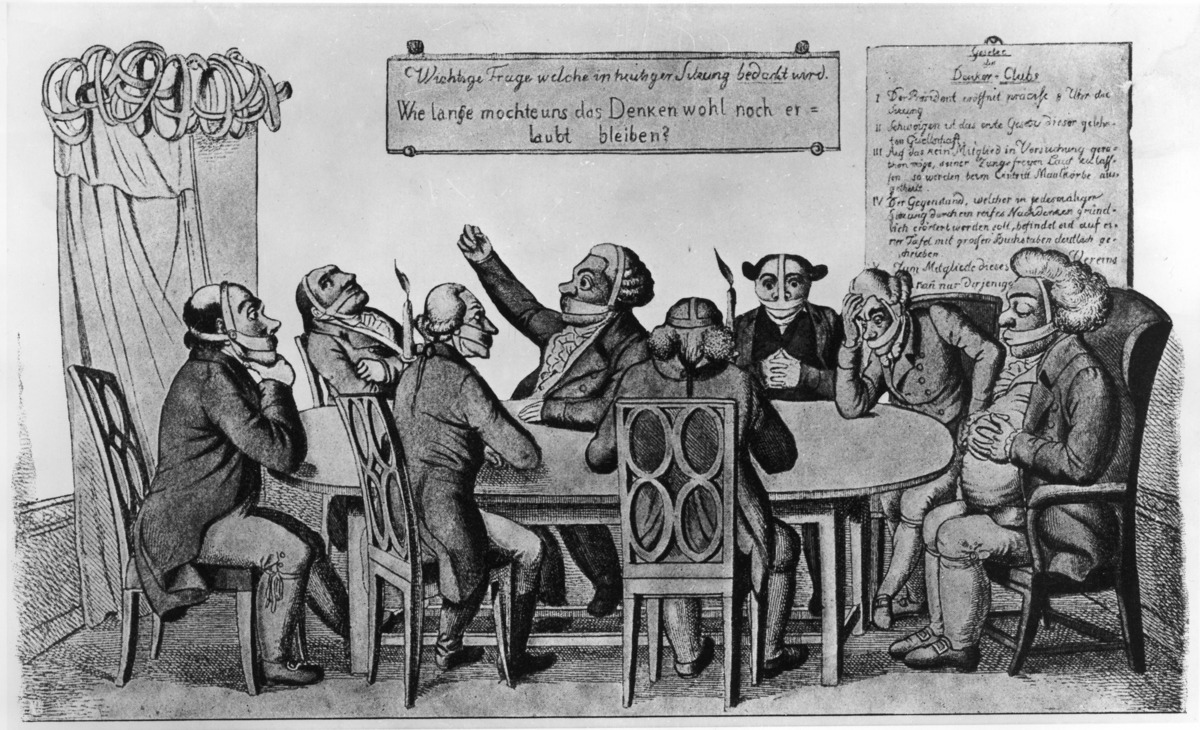
Wie lange möchte uns das Denken wohl noch erlaubt bleiben?
Zeitgenössische Karikatur des Biedermeier eines unbekannten Autors

Der Denker-Club oder auch Club der Denker ist eine fiktive Vereinigung von Professoren und Gelehrten auf einer Karikatur, entstanden 1819. Die Karikatur stellt ein Spottblatt dar und wurde wegen der während des Vormärz in Deutschland herrschenden Missstände, wie der Zensur und der Propaganda, erstellt. Der Karikaturist zeigt die Unterdrückung der Meinungsfreiheit durch das im Deutschen Bund geprägte politische System, insbesondere durch die Karlsbader Beschlüsse auf.

## Bildbeschreibung und Interpretation
Der „Denker-Club“ steht stellvertretend für die vielen Clubs und Vereine, die sich zu dieser Zeit innerhalb des aufstrebenden Bürgertums gebildet haben, die Sing-, Wander-, Schützen- und Turnvereine. Die acht auf dem Bild abgebildeten Mitglieder sind mit Maulkörben versehen. Die Gesetze des Denker-Clubs sind auf einem Schild auf der rechten Seite wiedergegeben: „I. Der Präsident eröffnet präcise 8 Uhr die Sitzung./ II. Schweigen ist das erste Gesetz dieser gelehrten Gesellschaft./ III. Auf das kein Mitglied in Versuchung geraten möge, seiner Zunge freyen Lauf zulassen […], so werden beim Eintritt Maulkörbe ausgeteilt./ IV. Der Gegenstand, welcher in jedesmaligen Sitzung durch ein reifes Nachdenken gründlich erörtert werden soll, befindet sich auf einer Tafel mit großen Buchstaben deutlich geschrieben. […]“ Vor diesem Hintergrund gewinnt auch der Titel der Karikatur einen besonderen Sinn: Die versammelten Mitglieder sind per Vereinssatzung dazu verpflichtet, zu schweigen. Ihnen bleibt also nur noch das Denken.
Die Meinungsfreiheit scheint radikal eingeschränkt. Darauf weist auch das zweite Schild in der Mitte hin, auf dem zu lesen ist: „Wichtige Frage welcher in heutiger Sitzung bedacht wird: Wie lange mochte uns das Denken wohl noch erlaubt bleiben?“ Das Verbot auch des Denkens erscheint als logischer Schluss der bestehenden Einschränkungen. Zugleich verweist die Formulierung auf einen äußeren Akteur, den Staat, der das Denken wohl allein verbieten könnte. Im Hintergrund stehen die Karlsbader Beschlüsse vom August 1819, in deren Folge eine Reihe von Gesetzen die Meinungsfreiheit einschränkten, die Universitäten überwachten und kontrollierten, Turnplätze schlossen und eine Pressezensur einführten. Es folgte die Gründung der Mainzer Zentraluntersuchungskommission, die für die sogenannte Demagogenverfolgung, also die Unterdrückung von Freiheitsbestrebungen zuständig wurde.

## Belege
- Staatliche Reaktion: Kontrolle und Instrumentalisierung. Landschaftsverband Westfalen-Lippe, archiviert vom Original am 18. Januar 2017; abgerufen am 12. Juni 2019.
- „Der Denker-Club“: Pressezensur und die Unterdrückung des freien Wortes (1819). Deutsches Historisches Institut Washington, abgerufen am 12. Juni 2019.